# Acrylsäurepropylester
Acrylsäurepropylester ist eine organische chemische Verbindung aus der Gruppe der Acrylsäureester und damit auch der Carbonsäureester.

## Gewinnung und Darstellung
Acrylsäurepropylester kann durch Umsetzung von Acrylsäure oder Acrylsäuremethylester mit Propanol gewonnen werden.

## Eigenschaften
Acrylsäurepropylester ist eine farblose Flüssigkeit, die löslich in Wasser ist. Sie neigt zur Polymerisation und muss daher mit Stabilisatoren versetzt werden.

## Verwendung
Acrylsäurepropylester wird als Monomer für Emulsionspolymere und Lösungspolymere in Latexfarben verwendet.